# Callyntrurini
Tribu
Les Callyntrurini sont une tribu de collemboles de la famille des Entomobryidae.

## Liste des genres
Selon Checklist of the Collembola of the World (version du 19 décembre 2019) :
- Callyntrura Börner, 1906
- Dicranocentroides Imms, 1912
- Idiomerus Imms, 1912
- Parachaetoceras Salmon, 1941
- Plumachaetas Salmon, 1951
- Pseudoparonella Handschin, 1925

## Publication originale
- Mitra, 1984 : The status of Parachaetoceras Salmon, 1941 (Collembola : Entomobryidae). Annales de la Société Royale Zoologique de Belgique, vol. 114, p. 101-106.